# Ubja
Ubja är en ort i Estland. Den ligger i Sõmeru kommun och landskapet Lääne-Virumaa, i den centrala delen av landet, 90 km öster om huvudstaden Tallinn. Ubja ligger 71 meter över havet och antalet invånare är 311.
Terrängen runt Ubja är platt. Runt Ubja är det glesbefolkat, med 17 invånare per kvadratkilometer. Närmaste större samhälle är Rakvere, 8,3 km sydväst om Ubja. Omgivningarna runt Ubja är en mosaik av jordbruksmark och naturlig växtlighet.